# Arseniev (oraș)
Arseniev (ru. Арсеньев) este un oraș din Regiunea Primorie, Federația Rusă și are o populație de 62.896 locuitori.